# Дзёмги (аэропорт)
Аэродром Дзёмги — аэродром совместного базирования государственной авиации Министерства Обороны и экспериментальной авиации авиационного завода (КнААЗ) в городе Комсомольск-на-Амуре. Расположен на северо-востоке города, на территории Ленинского округа. 
Слово «Дзёмги» произошло от нанайского словосочетания «березовая роща». В городе Комсомольск-на-Амуре, Ленинский округ имеет второе народное название - "Дзёмги". В данном месте находилось нанайское  стойбище, на берегу реки Амур. Вблизи этого стойбища в 1932 году было начато строительство авиационного завода № 126, который позже стал носить имя Юрия Гагарина (ныне «Комсомольский-на-Амуре авиационный завод имени Ю. А. Гагарина»).
До 4 мая 2017 года имел статус аэропорта федерального значения.

## История аэродрома
Аэродром начал строиться вместе с авиационным заводом № 126 в 1934 году.
Первоначально взлётную полосу строили заключённые Нижне-Амурского ИТЛ, после их сменили военные строители. В процессе строительства ВПП была удлинена по настоянию В. К. Блюхера на 1 км.
Первый построенный на заводе № 126 самолёт АНТ-7 взлетел с заводского аэродрома 1 мая 1936 года.
7 мая 1939 года на аэродроме Дзёмги начато формирование 60-го истребительного авиационного полка (войсковая часть 45010) на самолётах И-16. Этот полк бессменно базировался на аэродроме Дзёмги до 2000 года, последовательно эксплуатируя следующие типы самолётов: И-16, Як-9, МиГ-15, МиГ-17, Як-25, Су-15, Су-27. В составе действующей армии с 9 августа 1945 года по 3 сентября 1945 года авиаторы полка участвовали в боевых действиях против Японии.
1 августа 2000 года на аэродроме Дзёмги был сформирован новый 23-й истребительный авиационный Таллинский полк (войсковая часть 77984), путем слияния 60-го истребительного авиационного полка с 404-м истребительным авиационным Таллинским ордена Кутузова полком.  404-й истребительный авиационный Таллинский ордена Кутузова полк (войсковая часть 54849) был расформирован на аэродроме Орловка Амурской области (Серышево-4) в 2000 году. 
В декабре 2009 года 23-й истребительный авиационный полк переформирован в ходе реформы Вооружённых сил Российской Федерации в 6987-ю авиационную базу.
В 2012 году 6987-я АвБ расформирована. На её основе вновь сформирован 23-й истребительный авиационный Таллинский полк, который вошёл в состав 303-й смешанной авиационной Смоленской Краснознамённой ордена Суворова дивизии (второго формирования).
ВПП аэродрома оборудована курсо-глиссадной системой 1 категории, приводными радиомаяками, обзорным радиолокатором, светосигнальными системами, светооборудование с обоими курсами: ОМИ «Светлячок».
Аэродром оборудован двумя станциями РСБН. Радиотехническая служба аэропорта сертифицирована в соответствии с требованиями, предъявляемым к аэропортам гражданской авиации.
- РСБН 20к — в режиме «Катет» для обеспечения захода на посадку в СМУ с обоими курсами.
- РСБН 18к («Дзёмги») для целей трассовой и внетрассовой навигации.

Федеральное агентство воздушного транспорта классифицирует аэропорт «Дзёмги» как международный.
Взлётно-посадочная полоса этого аэродрома примечательна тем, что на ней имеется железнодорожный переезд, единственный в мире подобного рода.
В 2017 году распоряжением Правительства РФ аэродром Дзёмги исключён из перечня аэропортов федерального значения. В 2021 году аэродром был исключён из реестра российских аэродромов гражданской авиации.

## Возможности
Способен принимать самолёты Ан-124, Ил-76, Ту-204, Sukhoi Superjet 100 и все более лёгкие, а также вертолёты всех типов, на аэродроме производится ремонт техники. Совместное базирование гражданского аэропорта и военного аэродром с в/ч №45010.

## Происшествия
- 19 октября 1987 года — при взлёте потерпел катастрофу Ан-12. Погибли 9 человек.
- 28 февраля 2012 года Су-30МК2 авиазавода КнААПО в ходе приемо-сдаточного полета потерпел аварию в 130 км от Комсомольска-на-Амуре. При выполнении разгона до максимальной приборной скорости открылась и отвалилась фара подсветки при дозаправке. Попав в воздухозаборник, эта деталь вызвала пожар правого двигателя. Пилоты — подполковник Валерий Кириллин и капитан Алексей Горшков — успели катапультироваться и выжили, Кириллин получил переломы бедер. Самолёт предназначался для ВВС Вьетнама.
- 24 декабря 2019 года в 111 километрах от аэродрома потерпел крушение самолёт Су-57. Лётчик успел катапультироваться и не пострадал[5].